# Schienensuizid

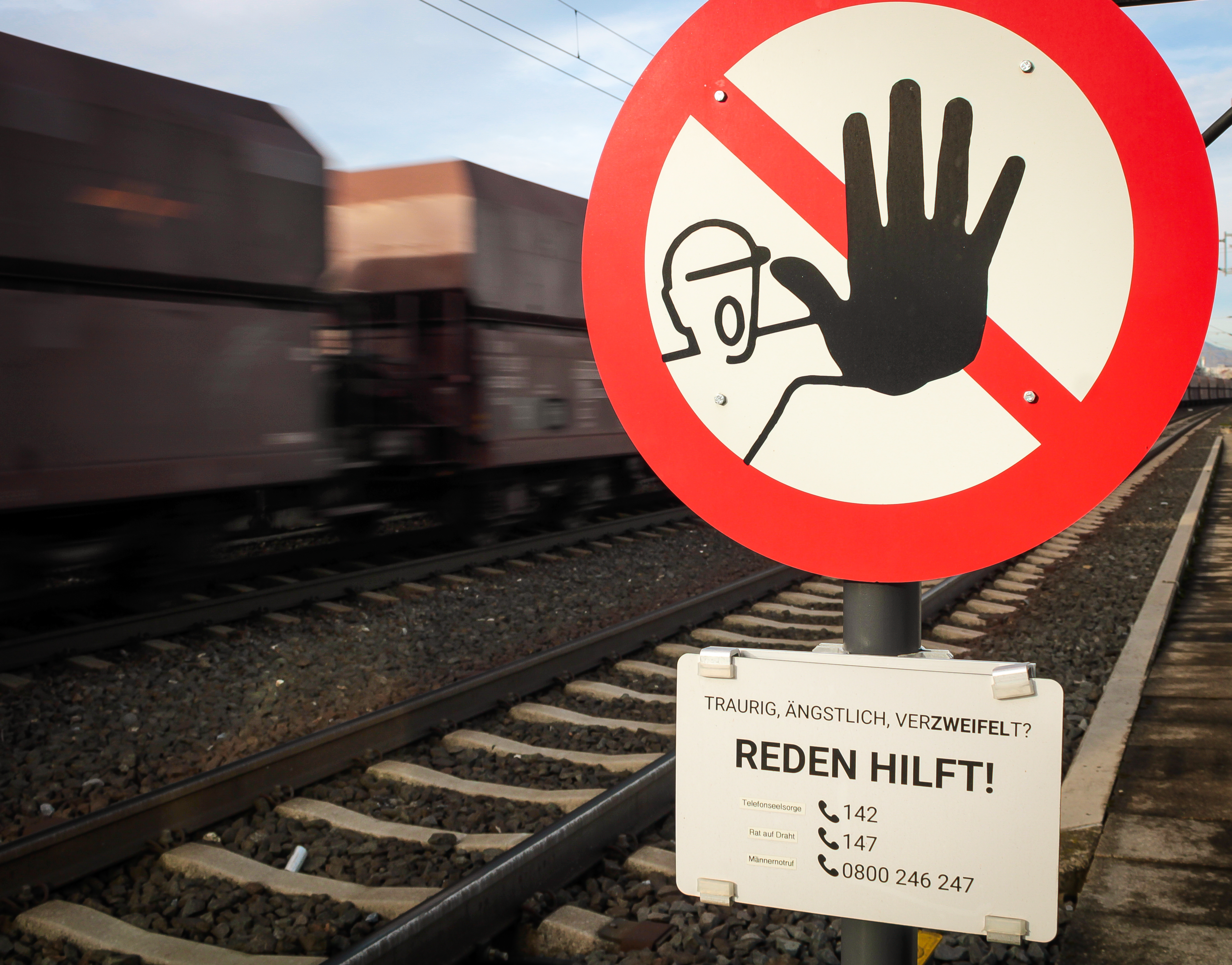
Präventionskampagne gegen Schienensuizide in einem Bahnhof in Graz

Als Schienensuizid (auch Eisenbahnsuizid oder Bahnsuizid) wird in Deutschland eine Selbsttötung durch ein fahrendes Schienenfahrzeug bezeichnet.

## Häufigkeit
Einer der Ersten, die das Thema Schienensuizid untersuchten, war 1854 der sächsische Eisenbahningenieur und -direktor Max Maria von Weber. Die Preußischen Staatseisenbahnen hielten Zählkarten für Selbstmorde vor, mit denen die Suizide in ihrem Zuständigkeitsbereich statistisch erfasst wurden.
In der Europäischen Union (EU-28) werden pro Jahr 2400 bis 2800 Schienensuizide gezählt. Die mit Abstand höchste Zahl verzeichnete Deutschland, gefolgt von Frankreich, Polen, Großbritannien und der Tschechischen Republik.
Zwischen 1976 und 1984 wurden in der Bundesrepublik Deutschland (ohne West-Berlin) im Jahresdurchschnitt 677 Schienensuizide und 44 Schienensuizid-Versuche gezählt. Männer begingen zweieinhalbmal so häufig Schienensuizid wie Frauen, jüngere Menschen wesentlich häufiger als ältere. In den Jahren 2007 bis 2013 verzeichnete das Eisenbahn-Bundesamt für die gesamte Bundesrepublik Deutschland im Jahresdurchschnitt 838 Schienensuizide auf Vollbahnen, Angaben über gescheiterte Versuche fehlen. Es wird angenommen, dass die Berichterstattung über den Schienensuizid von Robert Enke in Deutschland eine Zunahme dieser Suizidart bewirkt hat (Werther-Effekt). Schienensuizide machten im Zeitraum von 1991 bis 2000 etwa 7 % aller Suizide in Deutschland aus. 2016 wurden 798 Suizide und 91 Suizidversuche registriert.
In Österreich liegt der Anteil der Schienensuizide an allen Suiziden im Zeitraum von 1990 bis 1994 bei 5,7 %.
| Schienensuizide bei Eisenbahnen in Deutschland | Schienensuizide bei Eisenbahnen in Deutschland | Schienensuizide bei Eisenbahnen in Deutschland        |
| ---------------------------------------------- | ---------------------------------------------- | ----------------------------------------------------- |
| Jahr                                           | absolute Häufigkeit (Fälle/Jahr)               | relative Häufigkeit (Suizide je Million Zugkilometer) |
| 1976–1984                                      | 677                                            |                                                       |
| 1997–2002                                      | 865                                            |                                                       |
| 2007–2013                                      | 838                                            |                                                       |
| 2007                                           | 720                                            | 0,686                                                 |
| 2008                                           | 714                                            | 0,684                                                 |
| 2009                                           | 875                                            | 0,872                                                 |
| 2010                                           | 899                                            | 0,871                                                 |
| 2011                                           | 853                                            | 0,802                                                 |
| 2012                                           | 872                                            | 0,840                                                 |
| 2013                                           | 834                                            | 0,806                                                 |
| 2014                                           | 781                                            | 0,749                                                 |
| 2015                                           | 806                                            | 0,774                                                 |
| 2016                                           | 798                                            | 0,748                                                 |
| 2017                                           | 771                                            | 0,719                                                 |
| 2018                                           | 732                                            | 0,675                                                 |
| 2019                                           | 646                                            | 0,594                                                 |
| 2020                                           | 678                                            | 0,638                                                 |
| 2021                                           | 678                                            | 0,613                                                 |
| 2022                                           | 684                                            | 0,597                                                 |
| 2023                                           | 690                                            | 0,610                                                 |

Eine Untersuchung der Betriebsunfallstatistik der Deutschen Bahn in den Jahren 1997 bis 2002 mit im Jahresdurchschnitt 865 Suiziden und 90 nicht tödlichen Suizidversuchen (9 % überlebten) ergab ein Süd-Nord-Gefälle mit den höchsten Raten in Bayern, Baden-Württemberg und Hessen. Von diesen Suizidversuchen traten zwei Drittel auf offener Strecke und ein Drittel im Bahnhofsbereich auf. Es wurden 16 „Orte hoher Suiziddichte“ mit durchschnittlich einem Schienensuizidversuch pro Jahr (oder mehr, bis zu 5 pro Jahr) innerhalb eines Streckenkilometers identifiziert, 12 davon in unmittelbarer Nähe psychiatrischer Kliniken. 2,7-mal so viele Männer wie Frauen versuchten einen Schienensuizid. Betroffene Frauen waren deutlich älter als betroffene Männer. Besondere Häufungen wurden an den Wochentagen Montag und Dienstag sowie im Jahresverlauf zwischen April und September festgestellt. DB Regio verzeichnet nach eigenen Angaben durchschnittlich einen Personenunfall pro Tag. Nach Angaben der Deutschen Bahn müsse ein Triebfahrzeugführer im Berufsleben durchschnittlich zwei bis drei Suizide verkraften. 2021 standen laut Eisenbahn-Bundesamt 678 Suiziden 89 Suizidversuche gegenüber.
Im Netz der Schweizerischen Bundesbahnen (SBB) gab es 2013 123 Schienensuizide und weitere 64 Personen überlebten ihren Schienensuizidversuch (33 %) mit teils schwersten Verletzungen. Der Anteil der Schienensuizide an allen Suiziden in der Schweiz lag damit bei 11 %. 2014 wurden 139 Suizide und 81 Suizidversuche gezählt. Nach weiteren SBB-Angaben ereignen sich auf dem 3000 Kilometer langen Schienennetz der Schweiz durchschnittlich 180 Suizide pro Jahr. Im Jahr 2003 ereigneten sich 90 Schienensuizide in der Schweiz.
In Österreich wurden 2015 95 Schienensuizide gezählt, im Jahr 2016 waren es 99. Dazu kommen zwölf bzw. fünf Suizidversuche.
In Großbritannien wurden im Jahr 2014 insgesamt 310 Schienensuizide gezählt, 2015 waren es 294. In den USA sterben jährlich zwischen 300 und 500 Menschen durch Schienensuizid, in Schweden etwa 60 Personen im Jahr 2000. Die Anzahl der Todesfälle im schwedischen Schienenverkehr lag 2002 bei 192, wovon 145 als eindeutige Suizide eingestuft wurden. Im Pariser Metronetz wurden im Jahr 1997 100 Fälle gezählt. Schienensuizid gilt in Großbritannien als die häufigste Todesursache für Männer unter 50.

## Folgen
Angesichts der hohen Rate an gescheiterten Schienensuiziden (je nach Quelle ein Zehntel bis ein Drittel) gilt der Schienensuizid als unsicher. Die Überlebenden leben häufig mit abgetrennten Gliedmaßen weiter. Es bestehen erhebliche finanzielle und rechtliche Risiken für den Suizidenten, weil er sich des gefährlichen Eingriffs in den Bahnverkehr strafbar und unter Umständen zudem schadensersatzpflichtig macht. Der Triebfahrzeugführer kann aufgrund des langen Bremswegs und der fehlenden Ausweichmöglichkeit selbst bei frühzeitigem Erkennen der Suizidsituation sehr selten einen Schienensuizid verhindern. Daraus folgt für ihn eine starke psychische Belastung, die eine jahrelange Beeinträchtigung zur Folge haben kann. Der Schienensuizid zählt nach der Definition des Eisenbahn-Bundesamtes (EBA) zu den „gefährlichen Ereignissen“.

### Folgen für die Beteiligten
Betroffene Lokführer sind beim Schienensuizid als unmittelbare Augenzeugen einer erheblichen psychischen Belastung ausgesetzt. Meist erkennen sie die Suizidabsicht bereits aus großer Entfernung; der lange Bremsweg von Schienenfahrzeugen macht es in der Regel unmöglich, den Zug rechtzeitig anzuhalten. Sie erleben so unmittelbar die Verletzung bzw. den Tod des Suizidenten. Viele zeigen in dieser Zwangslage durch das auftretende Gefühl der Machtlosigkeit, diesen Unfall zu verhindern, eine akute Belastungsreaktion. Lokführer sind am Unfallort verantwortlich für den Zug, bis sie abgelöst werden. Anschließend sind sie als arbeits- bzw. dienstunfähig einzustufen. Auch in den Stunden danach werden verschiedene Maßnahmen getroffen. So wird u. a. sichergestellt, dass die betroffene Person möglichst nicht allein zuhause ist und dass sie nicht am Straßenverkehr teilnimmt (meist wird eine Heimfahrt mit dem Taxi organisiert und der Ehe-/Lebenspartner informiert). Des Weiteren besteht für die nächsten drei Tage bzw. mindestens so lange, bis ein erstes psychologisches Gespräch stattgefunden hat, ein Einsatzverbot. Eine weitergehende psychotherapeutische oder seelsorgerische Betreuung kann dabei helfen, das erlebte Trauma zu verarbeiten. Die akute Reaktion kann in eine monate- und jahrelange Beeinträchtigung übergehen.
Auch bei Ausbleiben einer akuten Belastungsreaktion kann sich später, auch nach Monaten, eine posttraumatische Belastungsstörung entwickeln, die mit dauerhafter Arbeits-/Dienstunfähigkeit einhergeht. In vielen Rettungsdienst-Bereichen wird der Lokführer standardmäßig von der Krisenintervention im Rettungsdienst zur Vermeidung einer posttraumatischen Belastungsstörung erstbetreut. Auch für Fahrgäste, Passanten, Rettungs- und Bestattungskräfte sowie das Wartungs- und Instandsetzungspersonal kann ein Schienensuizid eine besondere Belastung darstellen. Insbesondere den Rettungskräften bietet sich an der Unfallstelle ein besonderes Bild: Durch den Druck der Stahlräder werden die Leichen sehr stark entstellt. Die abnormen Veränderungen des Körpers können eine hohe Schockbelastung hervorrufen, beispielsweise unnatürliche Stellungen der Gliedmaßen, Amputationen, Enthauptungen und andere Körperdurch- und -abtrennungen. Oft liegen Gliedmaßen nach Abtrennung über mehrere hundert Meter verteilt.

### Folgen für den Bahnbetrieb

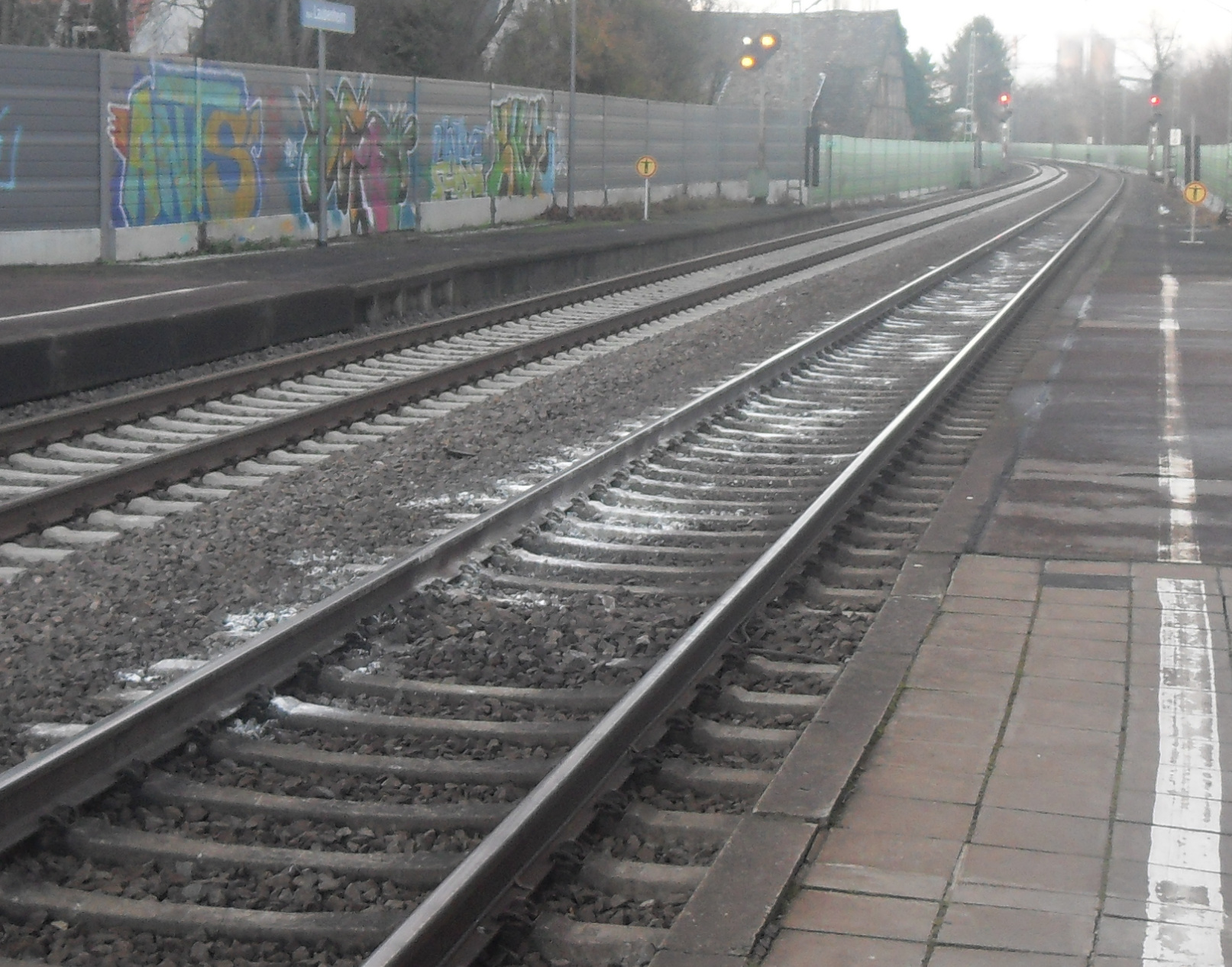
Desinfizierend wirkender Chlorkalk nach einem Schienensuizid

Nach einem Schienensuizid wird die betroffene Bahnstrecke in der Regel für polizeiliche Ermittlungen durch die Staatsanwaltschaft zeitweise gesperrt. Das wirkt sich oft erheblich auf den Schienenverkehr aus, das Umleiten von Zügen bewirkt Verspätungen und Ausfall von Halten. Nach Bergung des Suizidenten – tot oder verletzt – und Abschluss der Ermittlungen wird sie wieder freigegeben. Außerdem kann eine Reinigung, beispielsweise mit Hilfe von Chlorkalk, erforderlich werden.
Im Jahr 2013 verloren nach Angaben der Deutschen Bahn 30 Triebfahrzeugführer als Folge traumatischer Ereignisse die Eignung für den Beruf. Laut Unternehmensangaben bieten rund 25 Psychologen eines Vertragspartners längerfristige Unterstützung an. Die Deutsche Bahn und die Gewerkschaft Deutscher Lokomotivführer (GDL) einigten sich erstmals zum 10. April 2014 auf neue Regelungen für Triebfahrzeugführer. Diesen soll bei Berufsunfähigkeit nach einem Schienensuizid ihr volles Gehalt weitergezahlt werden. Damit wurden im Eisenbahnverkehrsmarkt verbindliche Schutzbestimmungen für Lokomotivführer geschaffen, die unter anderem aufgrund traumatischer Ereignisse keinen Zug mehr führen können.
Die GDL erneuerte zum 1. Juli 2015 mit dem Arbeitgeber- und Wirtschaftsverband der Mobilitäts- und Verkehrsdienstleister (Agv MoVe) den Tarifvertrag über besondere Bedingungen bei Verlust der Fahrdiensttauglichkeit (FDU-TV). Der Vertrag konnte frühestens zum 31. Dezember 2016 gekündigt werden. Die Vertragsparteien wollten im 1. Quartal 2017 über die Erkenntnisse aus der bis dahin erfolgten Umsetzung verhandeln.

## Prävention
Suizidprävention wird von zahlreichen Organisationen betrieben. Der Großteil dieser Organisationen sind in der Deutschen bzw. Österreichischen Gesellschaft für Suizidprävention, als Dachverband für alle auf dem Gebiet der Krisenintervention und Suizidprävention tätigen Personen und Einrichtungen, vertreten. Die operative Präventionsarbeit wird durch zahlreiche eigenständige Einrichtungen betrieben. Die Telefonseelsorge nimmt aufgrund der flächendeckenden Basis eine besondere Rolle ein.
Die Prävention des Schienensuizides erfolgt regional sehr unterschiedlich. Insbesondere die Schweizerischen Bundesbahnen versuchen, möglichst umfangreich über Beratungsangebote zu informieren und somit Suizide zu verhindern. Besonders aktiv in der Prävention von Schienensuiziden war Viktor Staudt, der durch einen versuchten Schienensuizid beide Beine verlor. In seinem Buch und im Zuge von zahlreichen Veranstaltungen versuchte er, suizidgefährdeten Menschen einen Ausweg aufzuzeigen.
Unter Journalisten hat sich in Deutschland ein Pressekodex etabliert, zurückhaltend über Schienensuizide und Suizide im Allgemeinen zu berichten. In der Vergangenheit war eine Häufung dieser Suizidform nach erfolgter Berichterstattung über einen Schienensuizid aufgetreten. In diesem Zusammenhang wird vom Werther-Effekt gesprochen. So sei die Zahl der Vorfälle nach dem Suizid Robert Enkes von zuvor durchschnittlich 2,3 pro Tag auf bis zu 9 angestiegen und habe dann nach anderthalb Wochen wieder abgenommen, blieb aber dauerhaft auf höherem Niveau als vor diesem Suizid. Für Journalisten wurden Empfehlungen für die Berichterstattung in den Medien erarbeitet, um eine maximale Präventionswirkung bei minimierten Nachahmungsfällen zu erreichen.
Verspätungen werden in der Regel mit Personenunfall, Personenschaden oder einem Notarzteinsatz am Gleis begründet. Bahnintern wird sie als Personenunfall (PU) geführt. Dieser Begriff umfasst aber auch andere Unfälle mit Personenschaden, beispielsweise Baustellenunfälle, oder wenn sie unabsichtlich durch Betreten von Gleisen oder vorsätzlich von Dritten herbeigeführt wurden.
In Hongkong konnte durch Bahnsteigtüren in U-Bahnhöfen („shielding doors“) die Zahl der Schienensuizide deutlich reduziert werden. Solche Vorrichtungen gibt es auch in einigen U-Bahnhöfen in Lausanne, Stockholm, Sankt Petersburg, London, Paris, Turin, Peking, Shanghai, Seoul, Bangkok, Kopenhagen, Thessaloniki und Singapur.

## Rechtliches
Wenn der Suizident rechtswidrig und schuldhaft Leib oder Leben eines anderen Menschen oder fremde Sachen von bedeutendem Wert (also zum Beispiel das Fahrzeug) gefährdet, macht er sich wegen eines gefährlichen Eingriffs in den Bahnverkehr strafbar (§ 315 StGB). Nur wenn es zum Tod des Suizidenten kommt, stellt dies ein Verfolgungshindernis dar, was zur Einstellung des Verfahrens nach § 260 Abs. 3 StPO führt.
Für Schäden, die durch einen Schienensuizid oder seinen Versuch entstehen, können der Suizident und seine Erben (sofern diese die Erbschaft nicht ausschlagen) grundsätzlich schadensersatzpflichtig sein. Die Möglichkeiten des Schadensersatzes sind sehr umfangreich, beispielsweise können entstandene Kosten durch Arbeitsunfähigkeit, Fahrgastentschädigungen bei Verspätungen, Fahrzeugschäden, Zugumleitungen und Zusatzzüge geltend gemacht werden. Ob der Schadensersatz eingefordert wird, ist von dem Verhalten der verschiedenen betroffenen Eisenbahnverkehrsunternehmen, dem Eisenbahninfrastrukturbetreiber, den Triebfahrzeugführern, ggf. dem Verkehrsverbund und weiteren Beteiligten abhängig. Aufgrund der großen Anzahl an Beteiligten ist die Höhe der Schadensersatzforderung für die betroffenen Suizidenten bzw. deren Erben schwer absehbar, aber die Deutsche Bahn AG verzichtet häufig auf ihre Ansprüche. Erste betroffene Triebfahrzeugführer haben bereits erfolgreich Schadensersatz eingefordert. Im Einzelfall ist hierbei jedoch zu prüfen, ob sich der Suizident zum Zeitpunkt der Tat – beispielsweise aufgrund einer schwerwiegenden psychischen Erkrankung – im Zustand der Deliktsunfähigkeit nach § 827 BGB befand. Zudem ist die Frage des Vorsatzes zu klären – ob der Suizident damit rechnete, einen anderen zu schädigen. In konkreten Fällen ist es vor Gericht zu Vergleichen gekommen.

## Motiv in Kunst, Literatur und Unterhaltung
Der Schienensuizid ist seit Ende des 19. Jahrhunderts als Motiv in Kunst und Literatur nachweisbar.
Ein bekanntes Beispiel in der Literatur findet sich in Leo Tolstois Roman Anna Karenina (1878).
In den Verfilmungen von Ödön von Horváths im Eisenbahnermilieu spielendem Theaterstück „Der jüngste Tag“ (1937) „… und führe uns nicht in Versuchung (1957)“ (BRD 1957) sowie „Freigesprochen“ (A 2007) ergreifen die Protagonisten jeweils die Flucht in den Schienensuizid.
Auch in der deutschen Fernsehserie Tod eines Schülers (1980) spielt ein Schienensuizid eine Rolle. Aus Furcht vor Nachahmungstätern wurde die Serie fast 30 Jahre nicht auf Video veröffentlicht.
In der Zeichentrickserie Tom und Jerry kommt in der Folge Blue Cat Blues aus dem Jahr 1956 ein scheinbar bevorstehender Schienensuizid vor. Zu Beginn sitzt Kater Tom deprimiert auf einer Bahnschwelle und wartet darauf, dass der nächste Zug ihn überrollt, um ihn von seinem Liebeskummer zu erlösen, nachdem ihn seine Freundin zugunsten eines anderen verlassen hat. Toms Freund, die Maus Jerry, erzählt dann in Rückblenden, wie es dazu gekommen ist, und beschließt seine Erzählung dann mit der Versicherung, dass ihm selbst so etwas nie passieren würde, da seine Freundin ihn bedingungslos liebt. Als daraufhin Jerrys Freundin mit ihrem neuen Partner, einem anderen Mäuserich, auf einem Moped vorbeibraust, verfällt Jerry ebenfalls in Liebeskummer und setzt sich neben Tom auf das Bahngleis, um gemeinsam auf den nächsten Zug zu warten.